# Епирско-Никејски рат
Епирско-Никејски рат се водио у периоду између 1257. и 1259. године између Епирска деспотовина и Никејског царства за територије опадајућег Византијског царства. 
Никеја је до 1253. године заузела области Македонију и Албанију и приморала епирског деспота Михаила II Комнин на покорност. Михаило II, плашећи се напада Никеје после пораза Теодора II Ласкариса (1255–56), удружио се са српским краљем Стефаном Урошем I. 
Епироти су у пролеће 1257. године укључили племена у Албанији, а епиротска и српска војска су тада координирале своје нападе. Михаило је повратио већи део Албаније, а затим послао снаге у Македонију.